# Östermalmstorg
Östermalmstorg è una piazza situata nella zona di Östermalm, Stoccolma. È anche un'omonima stazione della metropolitana.
Qui troviamo un importante mercato alimentare, quello di  Östermalmshallen, aperto nel 1889. Inoltre, presso Östermalmstorg è situato il primo grande magazzino Åhléns City, inaugurato nel 1932.
Nella piazza è anche presente la controversa statua  The meeting, opera dell'artista Willy Gordon.

## Galleria d'immagini

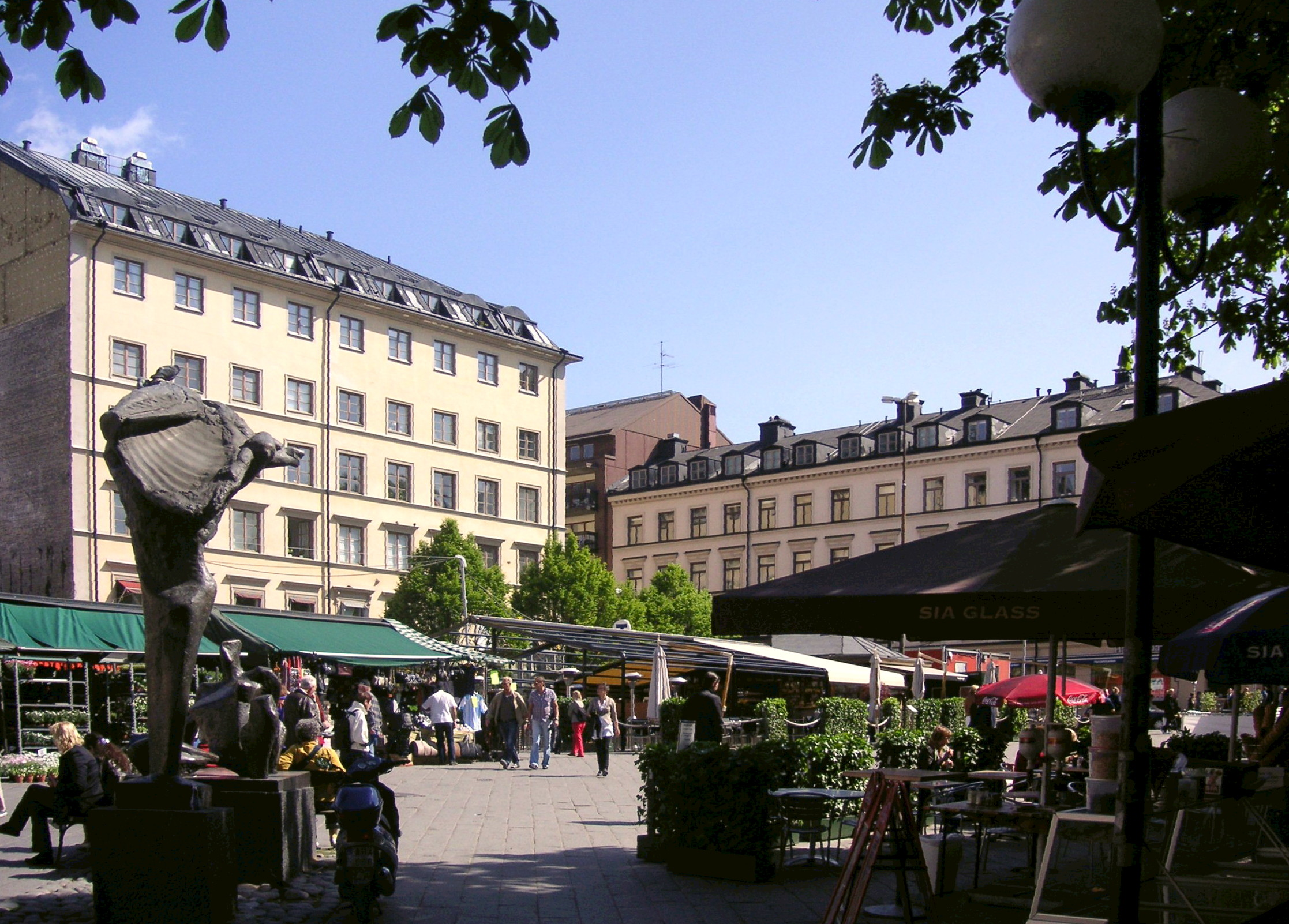
Uno scorcio della piazza
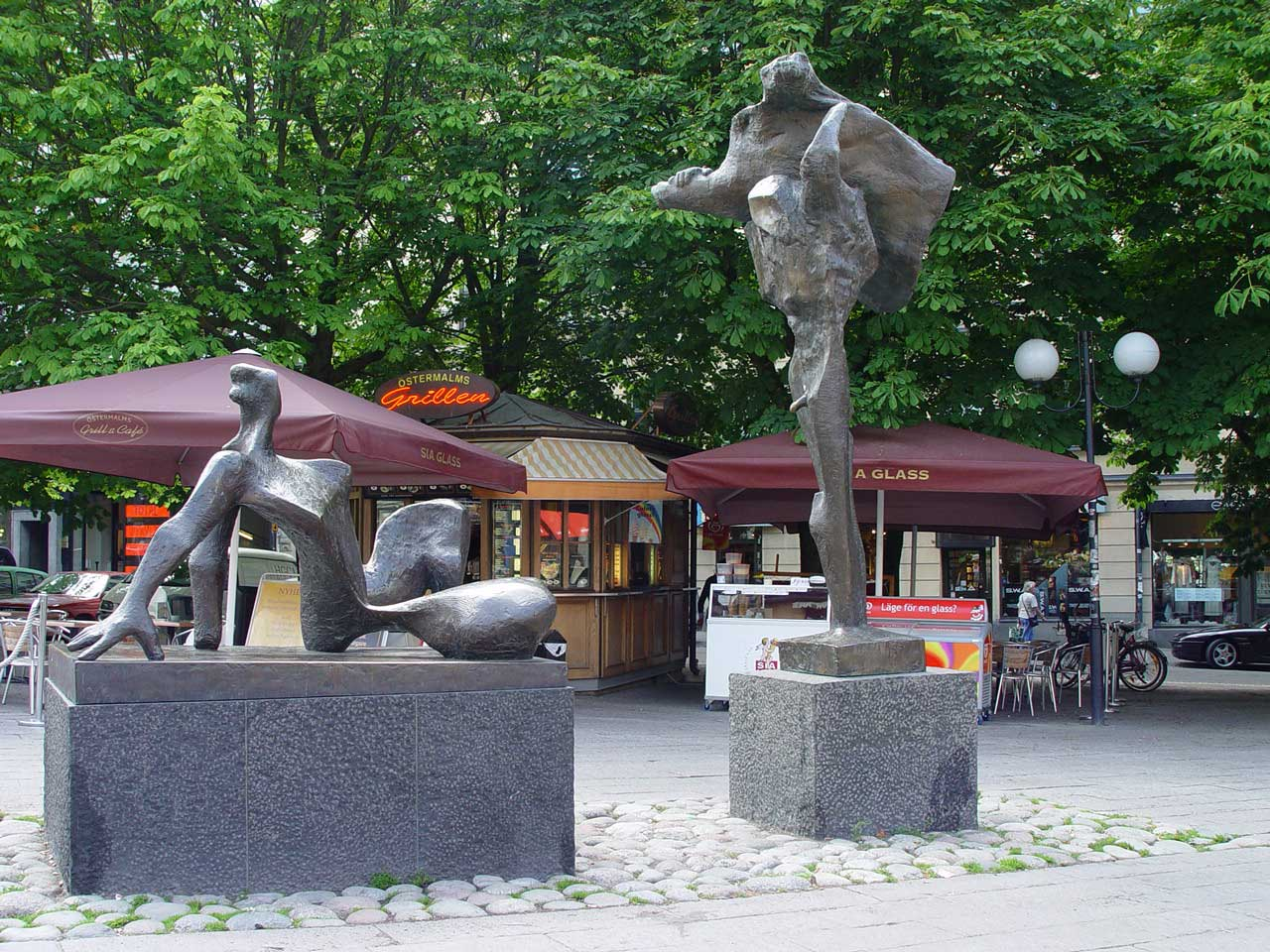
La scultura The meeting
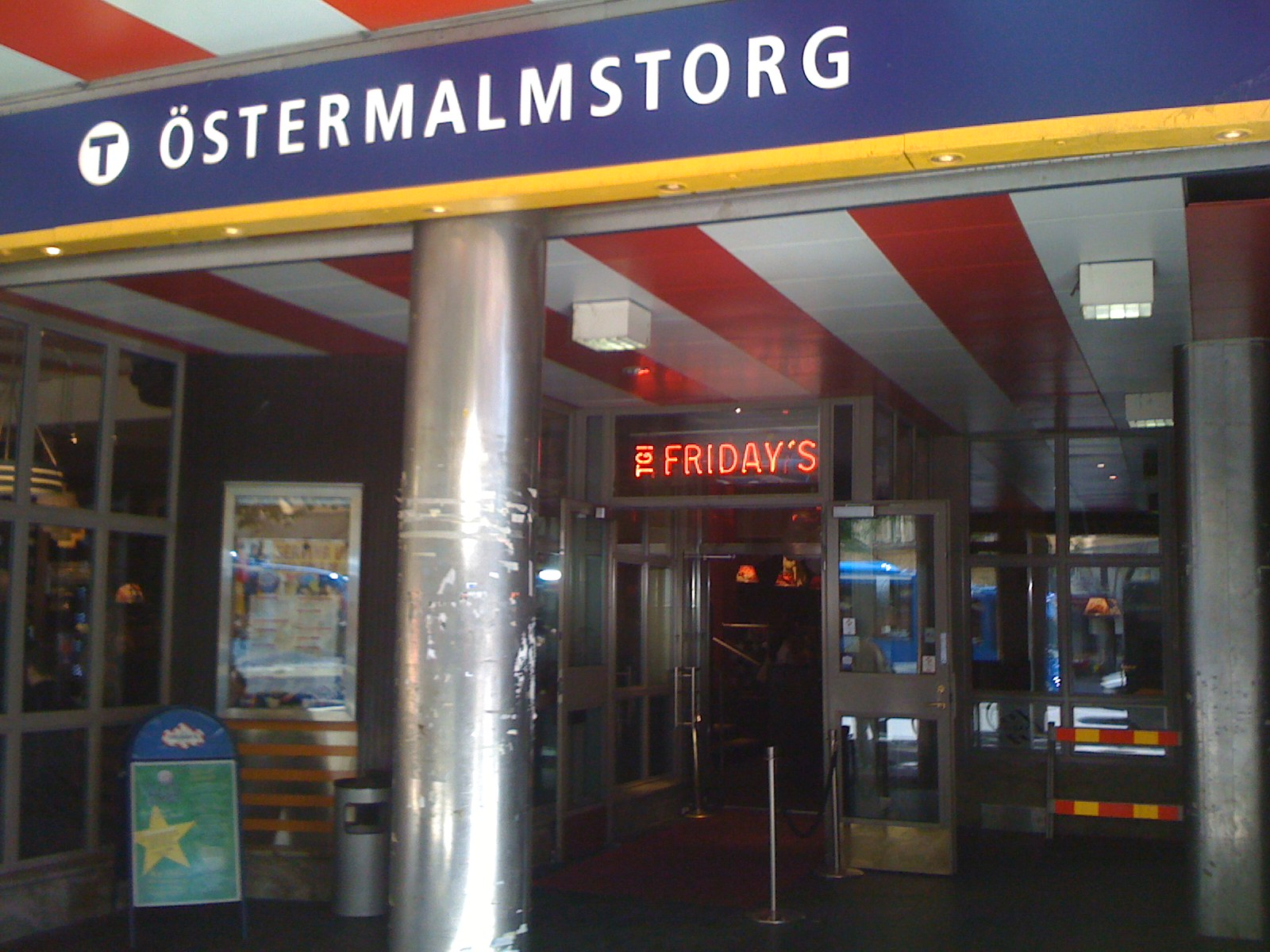
Un'entrata della metropolitana